# باشگاه ورزشی لیبرتا
باشگاه ورزشی لیبرتا یک باشگاه چند ورزشی آنتیگوایی است که در لیبرتا، آنتیگوا و باربودا واقع شده است. این باشگاه در سال ۱۹۹۱ تاسیس شد.